# 柯蒂斯·威尔伯号驱逐舰
柯蒂斯·威尔伯号驱逐舰（USS Curtis Wilbur (DDG-54)是美国海军阿利·伯克级驱逐舰的第四艘，以美国海军部长柯蒂斯·D·威尔伯命名。
柯蒂斯·威尔伯号于1991年3月12日在缅因州巴斯的巴斯钢铁厂安放龙骨，1992年5月16日下水，1994年3月19日服役，以诺福克海军基地為母港。1996年9月加入第七艦隊，母港變更為橫須賀。
南海自然資源豐富且具有重要戰略意義，但主權長期受到爭議，中國聲稱對南海絕大部分區域擁有主權，菲律賓、越南、馬來西亞、文萊及台灣則均聲稱對部分區域擁有主權。2016年1月30日，該艦在南海西沙群島中建島12海里範圍內駛過。美國國防部的聲明表示，此次行動意在「挑戰中國、台灣和越南限制航行自由的意圖」。